# Lakkíon
Lakkíon, under den italienska ockupationen Portolago, är en tätort vid kusten på Leros i Grekland.